# Mourecotelles subandinus
Mourecotelles subandinus är en biart som först beskrevs av Toro och Cabezas 1978.  Mourecotelles subandinus ingår i släktet Mourecotelles och familjen korttungebin. Inga underarter finns listade i Catalogue of Life.